# Montaut (Pyrénées-Atlantiques)
Montaut település Franciaországban, Pyrénées-Atlantiques megyében. Lakosainak száma 1121 fő (2022. január 1.). Montaut Lourdes, Saint-Pé-de-Bigorre, Coarraze, Igon, Lestelle-Bétharram és Saint-Vincent községekkel határos.

## Népesség
A település népességének változása:
| Lakosok száma | 1158 | 1129 | 1162 | 1110 | 1113 | 1101 | 1109 | 1115 | 1121 |
|               | 2013 | 2015 | 2016 | 2017 | 2018 | 2019 | 2020 | 2021 | 2022 |